# جديد (تامست)
جديد أو الجديد أو زاوية سيدي المختار هو أحد قصور بلدية تامست الواقعة ضمن دائرة فنوغيل بولاية أدرار الجزائرية.

## الموقع
يحد قصر جديد من الشمال قصر بويحيا، من الشرق والغرب الحمادة ومن الجنوب قصر عنطر.

## التاريخ
يسكن بالجديد مرابطون أصلهم من الأزواد ويتبعون الطريقة القادرية.

## الفلاحة
يعمل أغلب سكان قصر الجديد في الفلاحة التي يغلب عليها غرس النخيل ويستعمل السكان تقنية الفقارة لتوفير المياه للسقي، نجد بالجديد تسع فقارات هي:

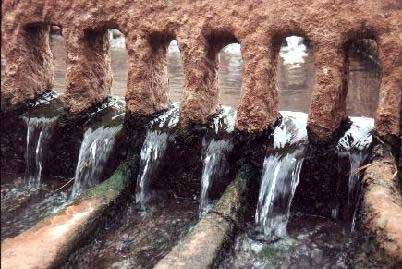
قصري لتقسيم ماء الفقارة

| إسم الفقارة | عدد الآبار |
| ----------- | ---------- |
| بن احمدي    | 250        |
| صاف         | 300        |
| الصالحة     | 200        |
| حاج عمر     | 300        |
| موسى        | 366        |
| تاغجمت      | 100        |
| إسوف        | ؟          |
| توفارا      | ؟          |
| وجي         | 220        |

## الأعلام
1. سي المختار: هو أحد أعلام قصر جديد وأوليائه وله قبة معلومة.[2]